# Walter Scheel

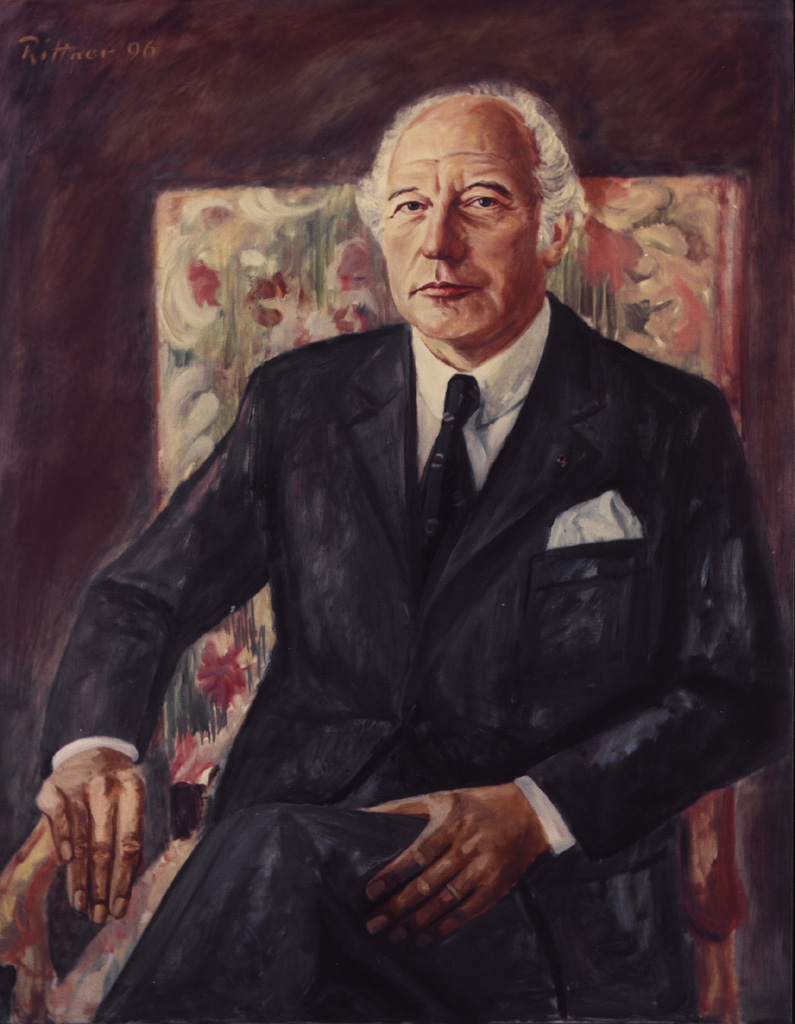
Walter Scheel na portrecie Güntera Rittnera

Walter Scheel (ur. 8 lipca 1919 w Solingen, zm. 24 sierpnia 2016 w Bad Krozingen) – niemiecki polityk, federalny minister ds. współpracy gospodarczej (1961–1966), wiceprzewodniczący Bundestagu (1967–1969), minister spraw zagranicznych i wicekanclerz (1969–1974), prezydent Republiki Federalnej Niemiec (1974–1979).
Działacz liberalnej Wolnej Partii Demokratycznej (FDP) oraz jej przewodniczący w latach 1969–1974.

## Życiorys

### Nauka oraz praca
Scheel przyszedł na świat w Höhscheid, dzielnicy Solingen, jako syn kołodzieja. Był wyznania ewangelickiego. Po maturze w 1938 w Gimnazjum Schwertstraße rozpoczął naukę zawodu w bankowości. We wrześniu 1939 został powołany do wojska. Do 1945 służył w lotnictwie. Po zakończeniu wojny był do 1953 kierownikiem w sektorze przemysłowym oraz w różnych zrzeszeniach. Później pracował w Düsseldorfie jako samodzielny doradca gospodarczy. W 1958 został kierownikiem instytutu badania rynku Intermarket oraz firmy finansowej InterFinanz.

### Partia
W latach 1942–1945 Scheel był członkiem NSDAP.
Od 1946 był członkiem FDP, a od 1954 przewodniczącym FDP w Nadrenii Północnej-Westfalii. Od 1956 dodatkowo członkiem zarządu federalnego. W tym samym roku Scheel należał do tzw. Młodych Turków (m.in. wraz z Erichem Mende, Willim Weyerem, Hansem Wolfgangem Rubinem oraz Wolfgangem Döringem), którzy zapoczątkowali zmianę partnera koalicyjnego FDP w Nadrenii Północnej-Westfalii z CDU na SPD i sprowokowali tym samym oddzielenie się grupy Eulera oraz powstanie krótkotrwałej Wolnej Partii Ludowej (niem. Freie Volkspartei). W 1968 został w końcu wybrany następcą Ericha Mende na stanowisku federalnego przewodniczącego FDP. Na początku lat 70. należał wraz z Wernerem Maihoferem i Karlem Hermannem Flachem do autorów tez freiburskich, nowego programu FDP. Wraz z wyborem na urząd prezydenta federalnego, w 1974 roku, zrezygnował ze wszystkich stanowisk partyjnych. Po zakończeniu kadencji został w 1979 mianowany honorowym przewodniczącym FDP.
Od 1968 był wiceprezesem Liberalnej Unii Światowej (poprzedniczki Liberalnej Międzynarodówki).

### Poseł
Od 1948 do 1950 był radnym w swoim mieście rodzinnym Solingen. Od 1950 do 1954 członek landtagu Nadrenii Północnej-Westfalii. W końcu w 1953 został posłem do Bundestagu, do którego należał aż do 27 czerwca 1974 roku. Złożył swój mandat w związku z wyborem na prezydenta RFN.
Od 1 czerwca 1956 do 20 listopada 1961 był oprócz tego członkiem Parlamentu Europejskiego. Od 1959 do 1962 był w nim przewodniczącym Komisji Spraw Stowarzyszeniowych dot. krajów i terenów zamorskich, a od 1958 zastępcą przewodniczącego frakcji liberalnej. Od 1967 do 1969 był wiceprzewodniczącym Bundestagu.

### Funkcje publiczne
Po wyborach do Bundestagu w 1961 został 14 listopada 1961 powołany na stanowisko federalnego ministra ds. współpracy gospodarczej w rządzie kanclerza Konrada Adenauera. 19 grudnia 1962 wraz z innymi ministrami z FDP na znak protestu w związku z aferą Spiegla podał się do dymisji. W powołanym 13 grudnia 1962 r. gabinecie, bez udziału kontrowersyjnego ministra obrony Franza Josefa Straußa, pełnił ponownie wcześniejszą funkcję. Zajmował ten urząd również w rządzie kierowanym przez kanclerza Ludwiga Erharda. Zrezygnował z niego 28 października 1966 r. wraz z innymi ministrami z FDP z powodu sporu o budżet.
Po wyborach do Bundestagu w 1969 naciskał na stworzenie koalicji socjalliberalnej i 22 października 1969 został mianowany wicekanclerzem i ministrem spraw zagranicznych w rządzie Willy’ego Brandta. W 1970 jako pierwszy niemiecki minister spraw zagranicznych odwiedził Izrael, którego istnienie zostało uznane w 1965 r. Scheel jest uznawany, wraz z Willym Brandtem, za ojca polityki odprężenia oraz polityki wschodniej, która wpierw była ostro krytykowana przez partie opozycji i prowadziła również do występowania posłów z klubów SPD i FDP, tak że straciły one większość w Bundestagu. Nowe wybory w 1972 r. wzmocniły nie tylko SPD, lecz również FDP i udowodniły powszechne zrozumienie socjal-liberalnej polityki.
Po ustąpieniu kanclerza Brandta 7 maja 1974 Scheel został na prośbę prezydenta RFN p.o. kanclerza, aż do czasu wyboru 16 maja 1974 na to stanowisko Helmuta Schmidta. Tego samego dnia Scheel opuścił rząd, zatem przez dziewięć dni był p.o. kanclerza.

### Prezydent Federalny
W wyborach prezydenckich w 1974 został 530 głosami SPD i FDP wobec 498 głosów Richarda von Weizsäckera (CDU) wybrany przez Zgromadzenie Federalne czwartym prezydentem Republiki Federalnej Niemiec. Urząd objął 1 lipca 1974 roku.
Tym samym przez dwa dni był p.o. kanclerza oraz prezydentem elektem, w historii prawa konstytucyjnego jedyna w swoim rodzaju taka sytuacja.

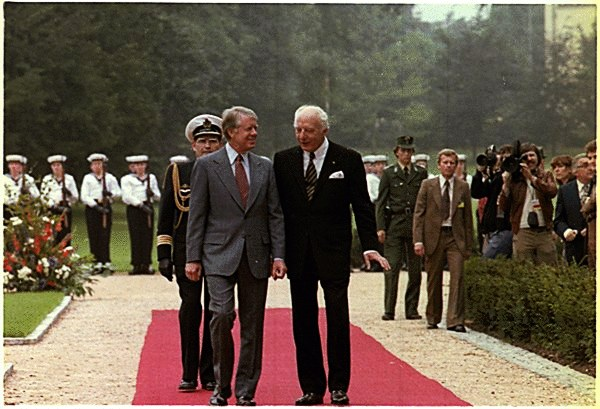
Walter Scheel wraz z Jimmym Carterem

Będąc prezydentem odmówił w 1976 r. podpisania Ustawy o zniesieniu „rachunku sumienia” odmawiających służby wojskowej, gdyż uznał zgodę Bundesratu za konieczną.
W wyborach prezydenckich w 1979 r. nie zgodził się kandydować przez wzgląd na większościowy układ swej opozycji w Zgromadzeniu Federalnym i opuścił urząd 30 czerwca 1979.

### Późniejsze życie
Od 1979 r. był emerytem, gdyż jako prezydent nie mógł wykonywać żadnego płatnego zawodu. Dzięki tzw. ustawie Theodora Heussa byli prezydenci federalni otrzymują rentę specjalną oraz małe biuro.
Znany stał się również muzyczny występ Scheela w piosence (tzw. Volkslied) Hoch auf dem gelben Wagen (Wysoko na żółtym wozie), którą nagrał wraz z Męskim Stowarzyszeniem Śpiewaczym z Düsseldorfu. W styczniu 1974 piosenka znalazła się na 1. miejscu niemieckiej listy przebojów (Hitparade). W 2006 gościł w programie Gunthera Emmerlicha, gdzie Hans-Dietrich Genscher przekazał mu nagrodę, a Scheel wraz z chórem wykonał wspomnianą już piosenkę raz jeszcze.
Walter Scheel zmarł 24 sierpnia 2016 w wieku 97 lat.

## Funkcje honorowe
Od 1967 do 1974 był zastępcą przewodniczącego bliskiej FDP Fundacji im. Friedricha Naumanna, w 1979 został przewodniczącym jej kuratorium (rady). Od 1991 był honorowym przewodniczącym Fundacji Friedricha Naumanna. Od 1980 do 1985 był przewodniczącym Konferencji Bilderberskich, a od 1980 do 1989 prezesem Europa-Union. Był członkiem honorowym Niemieckiego Stowarzyszenia Na Rzecz Języka oraz Poezji oraz honorowym prezesem Sieci Ruchu Europejskiego Niemcy.
Był również honorowym przewodniczącym kuratorium (rady) Plan International oraz honorowym prezesem Towarzystwa Niemiecko-Brytyjskiego.

## Odznaczenia
W 1970 wybrany Krawaciarzem Roku, 1971 przyznanie Nagrody im. Theodora Heussa, następnie w 1974 Order Wbrew Powadze. W 1977 został nagrodzony Nagrodą Miasta Akwizgranu im. Karola Wielkiego. Scheel jest od 1976 honorowym obywatelem swojego rodzinnego miasta Solingen, a od 1978 również Berlina oraz Bonn i od 1979 Düsseldorfu. Jak wszyscy prezydenci federalni Niemiec, jest kawalerem najwyższego odznaczenia państwowego (Specjalny Federalny Krzyż Zasługi).
Walter Scheel był doktorem honoris causa uniwersytetów w Georgetown, Maryland (USA), Auckland (Nowa Zelandia), Bristolu (Wielka Brytania) i Heidelbergu.
Został odznaczony ponad 60 międzynarodowymi orderami.

## Życie prywatne
Po 24 latach małżeństwa zmarła w 1966 roku jego pierwsza żona Eva Charlotte (1921-1966), z domu Kronenberg. Od 1969 aż do swej śmierci w 1985 jego żoną była Mildred Scheel (1932-1985), z domu Wirtz. Do małżeństwa wniosła swoją córkę Cornelię. Mildred Scheel była założycielką Deutsche Krebshilfe e.V. (organizacji wspierającej walkę z rakiem). Z tego małżeństwa pochodzi córka Andrea-Gwendoline Scheel, a syn Simon Martin Scheel został w 1971 adoptowany, pochodzi z Boliwii. W 1988 Walter Scheel poślubił Barbarę Wiese (ur. 1938).

## Publikacje
- Opozycyjność jako zadanie, w: Liberal, 1967, Zeszyt 8, s. 575–580
- Opozycja: krytyka i kontrola, w: Liberal, 1967, Zeszyt 11, s. 806–809
- Formuły niemieckiej polityki, 1968
- Dlaczego współdecydować – i jak?, 1970
- O prawach innych – Myśli o wolności, 1977
- Przyszłość wolności – o myśleniu i postępowaniu w naszej demokracji, Econ Verlag, 1979
- Kogo boli jeszcze podział Niemiec?, 1986
- Wolność w odpowiedzialności. Niemiecki liberalizm od 1945 (wraz z Ottonem Lambsdorffem), Bleicher 1988
- Wspomnienia i przekonania (wraz z Jürgenem Engertem), Hohenheim-Verlag, Stuttgart 2004
- Wysoko na żółtym wozie – płyta gramofonowa, 1974